# Libanon op de Olympische Zomerspelen 1992
Libanon nam deel aan de Olympische Zomerspelen 1992 in Barcelona, Spanje. 

## Deelnemers en resultaten

### Atletiek
| Olympiër     | Discipline | Resultaat | Prestatie                |
| ------------ | ---------- | --------- | ------------------------ |
| Jihad Salame | 800m (m)   | 52e       | serie 2: 7de in 1.58,71  |
| Jihad Salame | 1500m (m)  | 47e       | serie 3: 10de in 4.17,40 |

### Gewichtheffen
| Olympiër         | Discipline | Resultaat | Prestatie                                             |
| ---------------- | ---------- | --------- | ----------------------------------------------------- |
| Hassan El-Kaissi | -90kg (m)  | DNF       | trekken: 11de met 152,5kg stoten: geen geldige poging |

### Judo
| Olympiër        | Discipline | Resultaat | Prestatie |
| --------------- | ---------- | --------- | --- |
| Charbel Chrabie | -60kg (m)  | 35e       | 1ste ronde: V van POL Kamrowski |
| Assaf El-Murr   | -65kg (m)  | 17e       | 1ste ronde: vrij 2de ronde: V van GER Quellmalz: ippon herkansingen: V van ESP Lorenzo: yuko                                                                      |
| Haji Kahy       | -71kg (m)  | 22e       | 1ste ronde: vrij 2de ronde: V van GBR Cusack: ippon |
| Fadi Saikali    | -78kg (m)  | 9e        | 1ste ronde: vrij 2de ronde: V van JPN Yoshida: ippon herkansingen: W van SUD Fadul: ippon herkansingen 2: W van ARG García herkansingen 3: V van ROU Ciupe: ippon |

### Roeien
| Olympiër          | Discipline | Resultaat | Prestatie |
| ----------------- | ---------- | --------- | --- |
| Christian Francis | skiff (m)  | 22e       | serie 4: 5de in 8.08,47 herkansingen: 4de in 8.14,79 halve finale C/D: 5de in 8.12,79 finale D: 4de in 8.06,14 |

### Schermen
| Olympiër       | Discipline | Resultaat | Prestatie                                   |
| -------------- | ---------- | --------- | ------------------------------------------- |
| Zahi El-Khoury | degen (m)  | 58e       | 1ste ronde groep 6: 6de met 1 overwinning   |
| Michel Youssef | degen (m)  | 64e       | 1ste ronde groep 5: 6de met 1 overwinning   |
| Zahi El-Khoury | floret (m) | 48e       | 1ste ronde groep 9: 6de met 1 overwinning   |
| Michel Youssef | floret (m) | 59e       | 1ste ronde groep 7: 7de met 0 overwinningen |

### Wielersport
| Olympiër         | Discipline       | Resultaat | Prestatie      |
| ---------------- | ---------------- | --------- | -------------- |
| Armen Arslanian  | wegwedstrijd (m) | DNF       | niet gefinisht |
| Vatche Zadourian | wegwedstrijd (m) | DNF       | niet gefinisht |

### Zwemmen
| Olympiër     | Discipline          | Resultaat | Prestatie                |
| ------------ | ------------------- | --------- | ------------------------ |
| Emile Lahoud | 50m vrije slag (m)  | 61e       | serie 3: 5de in 25,76    |
| Emile Lahoud | 100m vrije slag (m) | 63e       | serie 2: 2de in 55,51    |
| Emile Lahoud | 200m vrije slag (m) | 47e       | serie 1: 1ste in 2.01,06 |
| Emile Lahoud | 200m wisselslag (m) | 47e       | serie 2: 6de in 2.22,08  |

Albanië · Algerije · Amerikaanse Maagdeneilanden · Amerikaans-Samoa · Andorra · Angola · Antigua en Barbuda · Argentinië · Aruba · Australië · Bahama's · Bahrein · Bangladesh · Barbados · België · Belize · Benin · Bermuda · Bhutan · Bolivia · Bosnië en Herzegovina · Botswana · Brazilië · Britse Maagdeneilanden · Bulgarije · Burkina Faso · Canada · Centraal-Afrikaanse Republiek · Chili · China · Chinees Taipei · Colombia · Congo-Brazzaville · Cookeilanden · Costa Rica · Cuba · Cyprus · Denemarken · Djibouti · Dominicaanse Republiek · Duitsland · Ecuador · Egypte · El Salvador · Equatoriaal-Guinea · Estland · Ethiopië · Fiji · Filipijnen · Finland · Frankrijk · Gabon · Gambia · Gezamenlijk team · Ghana · Grenada · Griekenland · Groot-Brittannië · Guam · Guatemala · Guinee · Guyana · Haïti · Honduras · Hongarije · Hongkong · Ierland · IJsland · India · Indonesië · Irak · Iran · Israël · Italië · Ivoorkust · Jamaica · Japan · Jemen · Jordanië · Kaaimaneilanden · Kameroen · Kenia · Koeweit · Kroatië · Laos · Lesotho · Letland · Libanon · Libië · Liechtenstein · Litouwen · Luxemburg · Madagaskar · Malawi · Malediven · Maleisië · Mali · Malta · Marokko · Mauritanië · Mauritius · Mexico · Monaco · Mongolië · Mozambique · Myanmar · Namibië · Nederland · Nederlandse Antillen · Nepal · Nicaragua · Nieuw-Zeeland · Niger · Nigeria · Noord-Korea · Noorwegen · Oeganda · Oman · Oostenrijk · Pakistan · Panama · Papoea-Nieuw-Guinea · Paraguay · Peru · Polen · Portugal · Puerto Rico · Qatar · Roemenië · Rwanda · Saint Vincent‑Grenadines · Salomonseilanden · Samoa · San Marino · Saoedi-Arabië · Senegal · Seychellen · Sierra Leone · Singapore · Slovenië · Soedan · Spanje · Sri Lanka · Suriname · Swaziland · Syrië · Tanzania · Thailand · Togo · Tonga · Trinidad en Tobago · Tsjaad · Tsjecho-Slowakije · Tunesië · Turkije · Uruguay · Vanuatu · Venezuela · Verenigde Arabische Emiraten · Verenigde Staten · Vietnam · Zaïre · Zambia · Zimbabwe · Zuid-Afrika · Zuid-Korea · Zweden · Zwitserland · Onafhankelijke olympische deelnemers